# Cewnikowanie pęcherza moczowego
Cewnikowanie pęcherza moczowego – zabieg polegający na odprowadzeniu moczu z pęcherza moczowego, za pomocą cewnika. Istnieje wiele rodzajów cewników dobieranych w zależności od płci, wieku oraz stanu pacjenta. Cewnikowanie pęcherza moczowego powinno przebiegać zgodnie z zasadami aseptyki i antyseptyki.

## Cele cewnikowania pęcherza moczowego

### Cel diagnostyczny
- pobranie moczu do badania badania bakteriologicznego, w sytuacji gdy pacjent jest nieprzytomny,
- pobranie moczu do badania, u kobiet w trakcie krwawienia miesiączkowego bądź u kobiet, u których występują upławy,
- wstęp do badania diagnostycznego, np. w cytoskopii,
- sprawdzenie, czy mocz obecny jest w pęcherzu moczowym, np. przy podejrzeniu retencji lub anurii,
- sprawdzenie, co jest przyczyną trudności w oddawaniu moczu, np. zwężenie, kamyk,
- określenie diurezy godzinowej,
- prowadzenie bilansu wodnego, np. po zabiegu operacyjnym[1].

### Cel leczniczy
- w sytuacji, gdy pacjent nie jest w stanie sam oddać mocz, np. po zabiegu operacyjnym lub po porodzie w przypadku pacjentek,
- płukanie pęcherza moczowego środkami leczniczymi, gdy chory boryka się z zapaleniem lub krwawieniem pęcherza moczowego,
- założenie cewnika w sytuacji nietrzymania moczu przez pacjenta,
- założenie cewnika w przypadku stałego płukania, np. po resekcji gruczołu krokowego,
- założenie cewnika nadłonowego w celu opróżnienia pęcherza moczowego[1].

## Powikłania
W przypadku nieprawidłowego przeprowadzenia cewnikowania pęcherza moczowego, pacjentowi grozi:
- wprowadzenie infekcji,
- uraz mechaniczny cewki moczowej,
- uraz psychiczny,
- krwawienie z dróg moczowych[1].

## Technika wykonania
Odpowiednio dobrany cewnik wprowadza się do cewki moczowej ruchem półobrotowym na głębokość 5–6 cm (u kobiet), 10 cm (u mężczyzn). Gdy w drenie zestawu odprowadzającego pojawi się mocz, cewnik wprowadza się 2 cm głębiej. Następnie wykonuje się uszczelnienie mankietu cewnika poprzez wstrzyknięcie 5–15 ml aqua pro injectione (lub jałowej wody destylowanej) przygotowanego w strzykawce. Worek zbierający mocz umieszcza się poniżej poziomu pęcherza moczowego.